# 阿波賀景賢
阿波賀 景賢（あばが かげたか）は、戦国時代の武将。朝倉孝景家臣。

## 経歴・人物
天正3年（1575年）鉢伏城の戦いにて織田信長勢の攻撃を受ける。